# Carlo Toffalori
Carlo Toffalori (Firenze, 3 luglio 1953) è un logico e matematico italiano.
Si occupa di Teoria dei modelli, crittografia e divulgazione della matematica; ha scritto diversi saggi sul rapporto tra matematica e gialli. La sua Introduzione alla Teoria dei Modelli (con Annalisa Marcja) è stata tradotta in inglese e pubblicata nella collana Trends in Logic dell'editore Kluwer.
Toffalori è presidente dell'Associazione Italiana di Logica e Applicazioni dal 2005, e attualmente membro della Commissione Scientifica dell'UMI.

## Biografia
Allievo di Piero Mangani si è laureato all'Università di Firenze nel 1976. Ha insegnato nelle Università di Firenze, dell'Aquila e di Camerino, dove è attualmente docente di Prima Fascia, e dove è stato direttore del Dipartimento di Matematica e Fisica dal 1998 al 2002.

## Opere

### Monografie scientifiche
- (con A. Marcja) Introduzione alla Teoria dei Modelli, Pitagora, Bologna, 1998, ISBN 88-371-1015-4; traduzione inglese: A Guide to Classical and Modern Model Theory, Trends in Logic, Kluwer, 2003, ISBN 1402013302

### Libri di testo
- (con P. Cintioli) Logica matematica, McGraw-Hill Italia, Milano, 2000, ISBN 88-386-0868-7
- (con F. Corradini, S. Leonesi, S. Mancini) Teoria della Computabilità e della Complessità, McGraw-Hill Italia, Milano, 2005, ISBN 88-386-6228-2
- (con S. Leonesi) Numeri e Crittografia, Springer Italia, Milano, 2006, ISBN 88-470-0331-8
- (con S. Leonesi) Un invito all'Algebra, Springer Italia, Milano, 2006, ISBN 88-470-0313-X, ISBN 978-88-470-0313-2

### Libri saggistico-divulgativi
- (con S. Leonesi) Matematica, miracoli e paradossi, Bruno Mondadori, Milano, 2007, ISBN 978-88-424-2093-4
- Il matematico in giallo, Guanda, Parma, 2008, ISBN 978-88-8246-949-8
- L'aritmetica di Cupido. Matematica e letteratura, Guanda, Parma, 2011, ISBN 978-88-6088-869-3
- (con S. Leonesi) L'arte di uccidere i draghi: le vie matematiche della morale, Centro Pristem Eleusi, 2013, ISBN 978-88-96181-14-0
- Algoritmi, 2015, Il Mulino, ISBN 9788815254153

### Articoli in rete
- Platone matematico (PDF), su Formazione, didattica e ricerca matematica. Per gli insegnanti del futuro, eiris.it, collana Quaderni APAV n.6, Eiris, 2021,  pp. 7-16, ISBN 9788894350159.

### Narrativa
- Numeri in giallo, Mimesis, 2012, ISBN 978-88-575-1580-9